# Rdestnica alpejska

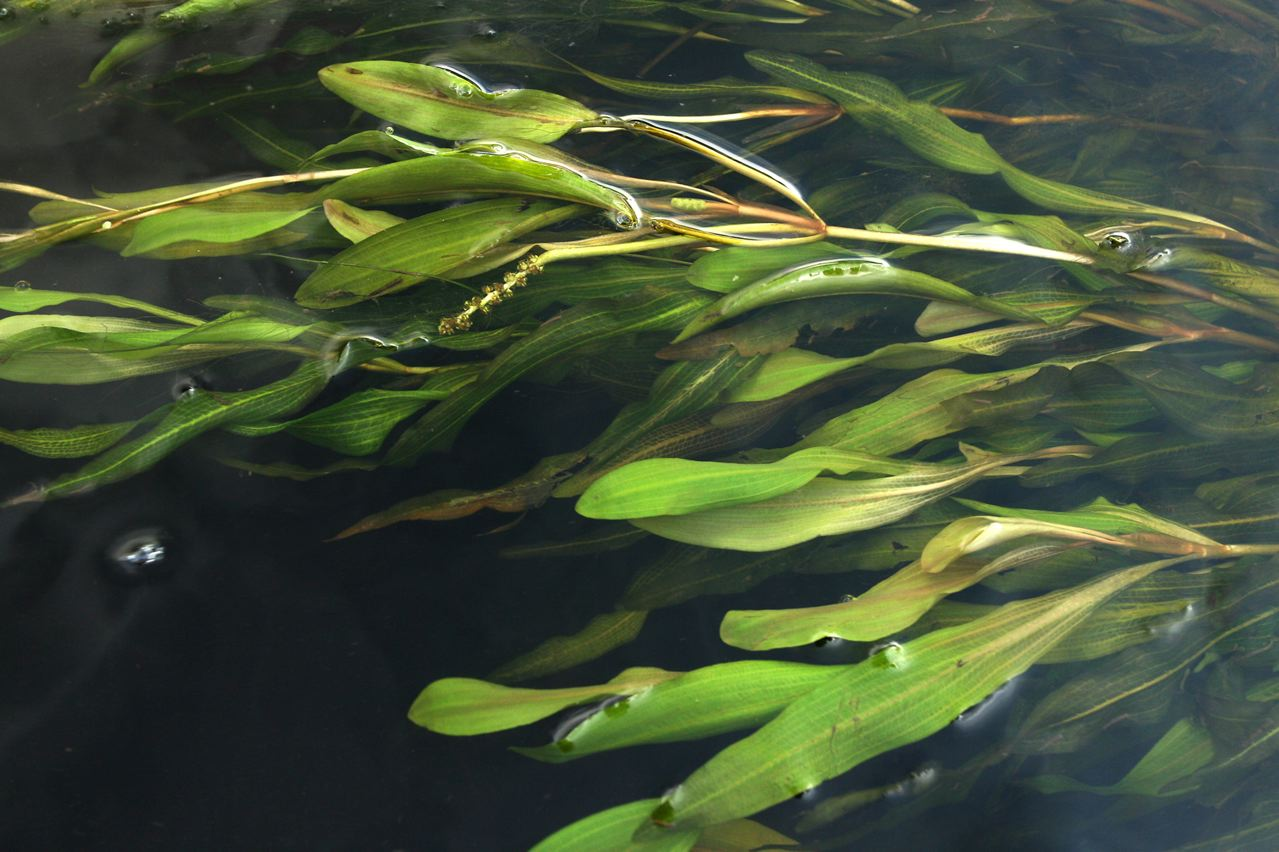

Rdestnica alpejska (Potamogeton alpinus Balb.) – gatunek roślin wodnych należących do rodziny rdestnicowatych (Potamogetonaceae Dumort.).

## Rozmieszczenie geograficzne
Zwarty obszar występowania obejmuje Europę Północną i Środkową oraz północno-wschodnie obszary Azji. Ponadto występuje na oderwanych od głównego zasięgu pojedynczych obszarach w Europie Południowej, na Kaukazie i Syberii. W Polsce jest dość częsty. Występuje niemal na całym obszarze kraju, częściej na zachodzie. W Karpatach znana jest z 10 stanowisk na Działach Orawskich, Kotlinie Nowotarskiej (koło Lipnicy Wielkiej, na Puściźnie Rękowiańskiej i w dolinie potoku Uboczańska), w dolinie Skawy.

## Morfologia
ŁodygaOsiąga długość do 2 m. Podziemna jej część jest czerwonawa. Jest pojedyncza, obła, po zasuszeniu wraz z liśćmi czernieje
LiścieUlistnienie naprzemianległe. Liście zanurzone mają klinowatą, siedzącą nasadę, długość do 25 cm, szerokość do 2,5 cm. Są przeźroczyste i mają bardzo dobrze widoczną użyłkowanie liścia w środkowej części blaszki. Nasada liści pływających zwęża się w ogonek zazwyczaj krótszy od blaszki. Wszystkie liście mają gładki brzeg blaszki i duże języczki liściowe.
KwiatyZebrane w kłosy o szypułce nie grubszej od łodygi. Kwiatostany wyrastają tuż nad powierzchnią wody.
OwoceSoczewkowate, o długości 2,5-3 mm i bardzo grubej ścianie pestki. Posiadają ostrą listwę grzbietową. W jednym kwiatostanie powstaje zwykle około 15 owoców.

## Biologia i ekologia
RozwójHydrofit. Kwitnie od czerwca do sierpnia, przedsłupne kwiaty zapylane są przez wiatr, czasami również przez ślimaki wodne. Po zapyleniu kwiatostan zakrzywia się w kierunku wody, tak, że owoce pogrążają się w wodzie. Pozostają na owocostanie długo, zazwyczaj odpadają dopiero jesienią lub zimą po zgniciu jego osi. Są cięższe od wody i toną. Mogą być zjadane przez ryby i ptaki wodne, ich nasiona przechodzą wówczas niestrawione przez ich układ pokarmowy. W ten sposób zwierzęta te rozprzestrzeniają nasiona (endozoochoria). Mogą się rozprzestrzeniać także po przyczepieniu się do odnóży lub piór ptaków (egzozoochoria). Roślina może zimować w postaci leżących na dnie kłączy i pędów. Bardzo często na cienkich odgałęzieniach kłączy i łodyg tworzy pączki zimowe, które łatwo odpadają od rośliny macierzystej i zimują w mule dennym.
SiedliskoWystępuje w stojących lub wolno płynących wodach o odczynie obojętnym lub kwaśnym. Spotkać ją można w starorzeczach, zakolach rzecznych, rowach melioracyjnych, dołach potorfowych oraz wypływających z nich potokach. Jej długie i wiotkie pędy łatwo poddają się ruchom wody, stąd też nie szkodzi jej nawet silne falowanie wody na jeziorach, czy szybki nurt wody płynącej. Nie występuje masowo, stąd też jej udział w zarastaniu zbiorników wodnych jest niewielki. Gatunek charakterystyczny dla Ass. Potametum filiformis.
GenetykaLiczba chromosomów 2n = 52.
ZmiennośćGatunek zróżnicowany na dwa podgatunki:
- Potamogeton alpinus subsp. alpinus – występuje w Hiszpanii, południowej Azji i Japonii
- Potamogeton alpinus subsp. tenuifolius (Raf.) Hultén – rośnie od Syberii na zachodzie po Daleki Wschód Rosji i Japonię na wschodzie

## Zagrożenia i ochrona
Roślina umieszczona na Czerwonej liście roślin i grzybów Polski (2006, 2016) w grupie gatunków narażonych na wyginięcie (kategoria zagrożenia VU). Według Zalewskiej-Gałosz niesłusznie, gatunek ten bowiem tylko w Karpatach jest rzadki, poza tym w Polsce jest dość częsty.